# Юдензау
Юдензау (на немски: Judensau, „еврейска свиня“) е антисемитски мотив в изобразителното изкуство, появил се в Германия през XIII век и популярен през следващите столетия.
Юдензау представя евреи в неприличен контакт със свиня, която според юдаизма е нечисто животно. Първоначално мотивът се използва в скулптурата, най-често на фасадите на църкви. От XV век с широкото разпространение на печатните издания, се появяват и множество печатни гравюри, представящи Юдензау.